# Tartarughe Ninja (serie animata 2003)
Tartarughe Ninja (Teenage Mutant Ninja Turtles) è una serie televisiva animata statunitense co-prodotta da Mirage Studios e 4Kids Entertainment nel 2003.
È la seconda serie basata sui fumetti delle Tartarughe Ninja, dopo Tartarughe Ninja alla riscossa del 1987 (terza se si considera anche il telefilm Tartarughe Ninja - L'avventura continua).
Mentre la prima serie era caratterizzata da toni allegri e colorati, questa serie riprende i toni cupi e adrenalinici del fumetto, ispirandosi direttamente a esso: la caratterizzazione dei personaggi e i vari eventi della serie sono fedeli all'opera originale. Dal punto di vista grafico, invece, le differenze sono diverse, soprattutto nell'assetto da combattenti o nell'abbigliamento dei personaggi umani.
La serie si compone di sette stagioni per un totale di 156 episodi. In Italia sono state trasmesse le prime quattro stagioni ed i primi ventiquattro episodi della sesta, interrotta per cambio di palinsesto.

## Trama
In questa serie le Tartarughe Ninja dovranno affrontare i soldati del Clan del Piede con al comando il temibile Shredder, che uccise Hamato Yoshi, l'antico maestro di Splinter, e che si scoprirà in seguito essere un alieno Utrom malvagio di nome Ch'Rell (una razza pacifica, eccetto Shredder, che si schiantò sulla Terra nel Giappone dell'era feudale). Oltre a lui dovranno affrontare anche i robot creati dal folle dottor Baxter Stockman (che diventerà lui stesso un cyborg a causa di un incidente) e diverse razze aliene. Verranno affiancati dal saggio maestro Splinter, da April O'Neil (una scienziata che lavorava per Stockman) e dal misterioso giustiziere mascherato Casey Jones.

## Stile grafico
I personaggi di questa serie sono molto differenti rispetto alla versione animata del 1987, sia per colore che per disegno: i muscoli sono più dettagliati e il colorito verde di ciascuna tartaruga è diverso: Leonardo è un verde erba, Raffaello un verde scuro acceso, Michelangelo un verde scuro spento, Donatello un verde oliva. Le fasce che indossano sul volto a mo' di maschere ora non mostrano più le pupille degli occhi. Anche altri personaggi differiscono nella colorazione, come il maestro Splinter, che è grigio e non più marrone; April non ha più capelli biondo-ramato, ma rossicci, 

## Edizione italiana e personaggi
Nel doppiaggio della serie animata del 2003 si è cercato di riutilizzare le voci "storiche" del cartone anni novanta, con l'esclusione di April, Shredder e Splinter (doppiati nella prima serie animata rispettivamente da Roberta Federici, Marco Balzarotti la seconda voce dei titoli e Sergio Romanò).
Di seguito ecco elencati i doppiatori italiani:
- Luca Semeraro: Leonardo
- Diego Sabre: Raffaello
- Felice Invernici: Donatello
- Davide Garbolino: Michelangelo
- Antonello Governale: Splinter
- Mario Zucca: Shredder, Lord Ebi
- Tony Fuochi: Hun, Gennosuke (1 ep)
- Riccardo Lombardo e Giorgio Bonino: Baxter Stockman
- Alessandra Karpoff: April O'Neil
- Roger Mantovani: Casey Jones
- Cristina Giolitti: Karai
- Raffaele Farina: Agente Bishop, Daimyo (1ª voce)
- Marco Balzarotti: Leatherhead, Kluh (1ª voce), Soldato di Blanque
- Ivo De Palma: Ultimo Ninja, Hamato Yoshi (2ª voce), Gyogi (2ª voce), Mistico della terra (1 ep)
- Elisabetta Cesone: Shikara Shisho, Dottoressa Finn, Signora Stockman, Versallia
- Gianluca Iacono: Yukyo Mashimi, Sid Jones, Ruffington, Parker
- Paolo Torrisi: Miyamoto Usagi (1ª voce)
- Stefano Albertini: Gennosuke, Quarry, Agente Laird (1 ep), Darius Dunn
- Riccardo Peroni: Professor Honeycutt/Fugitoid
- Gianni Quillico: L'Antico, Mistico della terra, Weasel (1ª voce), Agente Eastman (1 ep)
- Riccardo Rovatti: Professore, Scienziato pazzo, Tora Yoshida, Mistico del fuoco
- Enrico Bertorelli: Sindaco di New York, Stregone Levram
- Marco Balbi: Zanramon, Savanti Romero, Creatura sotterranea
- Giovanni Battezzato: Generale Blanque, Mephos, Guardia scelta di Shredder, Joey Lastic
- Patrizia Mottola: Tyler
- Tosawi Piovani: Angel
- Pino Pirovano: Dragon Face (1ª voce), John, Hamato Yoshi (1ª voce)
- Marco Pagani: Dragon Face (2ª voce), Zio Augie (2ª voce)
- Massimiliano Lotti: Presidente
- Pietro Ubaldi: Comandante Mozar, Uomo della spazzatura, Consigliere della confraternita
- Natale Ciravolo: Traximus
- Claudio Moneta: Zio Augie (1ª voce), Raptarr
- Luca Sandri: Lord Simultaneous, alieno
- Mario Scarabelli: Kluh (2ª voce), Re dei ladri
- Antonio Paiola: Ammag, Kon Shisho, Stainless Steve
- Simone D'Andrea: Dottor Chaplin
- Aldo Stella: Gyogi (1ª voce), Soldato di Blanque, Mistico del vento
- Raffaele Fallica: Dr. Dome
- Emanuela Pacotto: Ananda, Tome Ame
- Elisabetta Spinelli: Metania
- Daniele Demma: Miyamoto Usagi (2ª voce), Mr. Go, Afro
- Alberto Olivero: Mr. Touch, Two Ton, Agente Eastman (1 ep)
- Enrico Maggi: Harry Parker
- Alessandro D'Errico: Ultimo Ninja (2ª voce), Dr. Malignus, Faraji Ngala, Mistico dell'acqua (1 ep)
- Enzo Tarascio: Daimyo (2ª voce)
- Salvatore Landolina: Gennosuke (1 ep), Kojima, Guardia scelta di Shredder, Mobster
- Alberto Sette: Mistico del metallo (1ep), Mistico dell'acqua (1 ep)
- Gabriele Calindri: Hamato Yoshi (3ª voce), Adam
- Claudio Ridolfo: Juto Shisho

## Le sigle
Per le prime quattro stagioni viene utilizzata la sigla "Con noi" composta da Gabry Ponte e cantata da Robi Garruto con The Ninjas. Dal 2008 per le serie Ninja Turtles Fast Forward invece viene introdotta una nuova sigla intitolata semplicemente Tartarughe Ninja cantata da Giorgio Vanni.

## Opere derivate

### Lungometraggio
Turtles Forever è un film del 2009 dove i protagonisti incontrano le loro versioni della serie del 1987 teletrasportate accidentalmente nel loro mondo. Tutte e otto dovranno affrontare diversi nemici da entrambe le serie per fermare Ch'Rell, il malvagio Utrom Shredder, dal distruggere il tempo e lo spazio. Durante la parte finale verranno affiancate anche dalle loro versioni cartacee in bianco e nero. Questo film si può considerare come il vero finale della serie del 1987 e del 2003. Il film è inedito in Italia.

## Accoglienza
Tartarughe Ninja è stata acclamata e ha avuto un grande successo commerciale, ricevendo ampi elogi dalla critica per la fedeltà al materiale originale e in generale per la produzione dell'opera. Ha anche ottenuto voti alti per un cartone animato 4Kids del sabato mattina e poco dopo la prima è diventato il programma televisivo per bambini più apprezzato e popolare negli Stati Uniti. I fan hanno elogiato la serie come il miglior adattamento di Tartarughe Ninja fino ad oggi.
4Kids era noto per la sua controversa storia di censura degli anime, ma la serie è stata acclamata per aver cercato di seguire il tono oscuro e grintoso dei fumetti originali di Mirage. Tuttavia, dato che 4Kids ha dovuto mantenere le proprie valutazioni sotto PG, le ultime due stagioni della serie (la sesta e la settima), sono state stroncate da critici e fan.

## Curiosità
- Bebop e Rocksteady sono gli unici membri del cast originale a non essere stati ripescati per questa serie. Tuttavia in un episodio Gennosuke si veste come Rocksteady mentre Kojima è identico a Bebop.
- In questa serie si scopre il vero nome dei Kraang: Utrom.
- È l'unica serie dove Shredder è un alieno.